# Mónaco en los Juegos Olímpicos de Pekín 2022
Mónaco estuvo representado en los Juegos Olímpicos de Pekín 2022 por tres deportistas masculinos que compitieron en dos deportes.
El portador de la bandera en la ceremonia de apertura fue el esquiador alpino Arnaud Alessandria. El equipo olímpico monegasco no obtuvo ninguna medalla en estos Juegos.